# Lira (instrument)

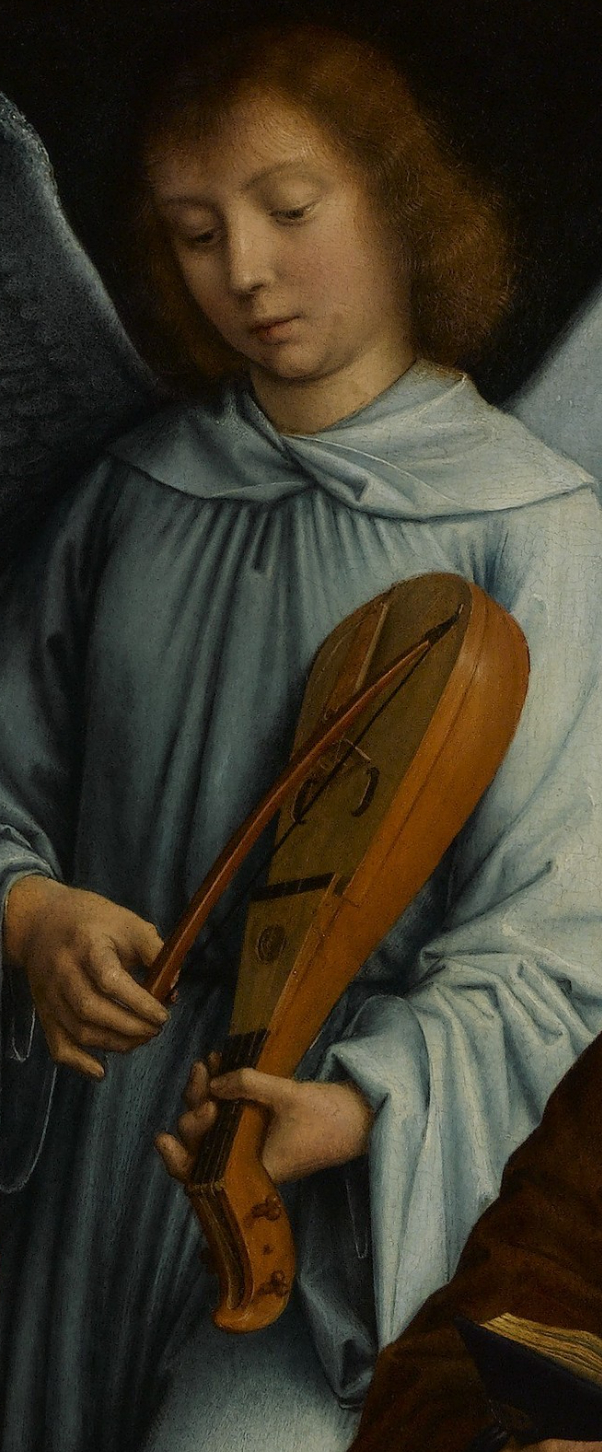
Rebec på en målning från 1509.

Lira eller lyra är namn på olika stränginstrument, särskilt stråkinstrument, med ursprung i den historiska harpliknande lyran. Bland olika typer av liror märks fiddla och rebec, dels vevliran.
Särskilt på Balkan förekommer olika typer av liror, som den tresträngade kretensiska liran och den fyrsträngade anatoliska liran. Den bulgariska liran kallas gadulka har såväl spelsträngar som resonanssträngar.
Liran spelas normalt i lodrätt läge, undantag är de italienska lira da braccio och lira da gamba är renässansvarianter med ett annorlunda spelsätt.

## Stråkinstrument (urval)
- Anatolisk lira / Kemendjeh(no)
- Bulgarisk lira / Gadulka
- Bysantinsk lira(en)
- Fiddla
- Kalabrisk lira(en)
- Kretensisk lira(en)
- Lira da braccio(en)
- Lira da gamba(en)
- Rebec

## Stränginstrument (urval)
- Vevlira
- Ukrainsk lira(en)